# 대한민국 양궁 선수 목록
- 다음은 하계 올림픽, 세계 양궁 선수권 대회, 아시안 게임에서 금메달을 딴 대한민국 선수들이다.

| 이름   | 생년   | 성별 | 올림픽                                           | 세계 선수권                                             | 아시안 게임                                      |
| 기보배 | 1988 - | 여자 | · 2012 - 개인 / 단체                             |                                                         |                                                  |
| 김경욱 | 1970 - | 여자 | · 1996 - 개인 / 단체                             | · 1989 - 단체                                           |                                                  |
| 김남순 | 1980 - | 여자 | · 2000 - 단체                                    |                                                         |                                                  |
| 김수녕 | 1971 - | 여자 | · 1988 - 개인 / 단체 · 1992 - 단체 · 2000 - 단체 | · 1989 - 개인 / 단체 ·                                  | · 1990 - 개인 / 단체 ·                           |
| 김조순 | 1975 - | 여자 |                                                  | · 1996 - 단체                                           | · 1998 - 개인 / 단체                             |
| 김진호 | 1961 - | 여자 |                                                  | · 1979 - 개인 / 단체 · 1983 - 개인 / 단체               | · 1982년 - 단체                                  |
| 김청태 | 1980 - | 남자 | · 2000 - 단체                                    |                                                         |                                                  |
| 박경모 | 1975   | 남자 | · 2004 - 단체 · 2008 - 단체                      | · 1993 - 개인 · 2001 - 단체 · 2003 - 단체 · 2005 - 단체 | · 1994년 - 개인 / 단체 · 2006년 - 단체           |
| 박성수 | 1965   | 남자 | 1988 - 개인/단체                                 |                                                         |                                                  |
| 박성현 | 1983   | 여자 | · 2004 - 개인 / 단체 · 2008 - 단체               | · 2001 - 개인 · 2003 - 단체 · 2005 - 단체 · 2007- 단체  | · 2002 - 단체 · 2006 - 개인 / 단체               |
| 박영숙 |        | 여자 |                                                  | · 1979 - 단체                                           | · 1982년 - 단체                                  |
| 서향순 | 1967 - | 여자 | · 1984 - 개인                                    |                                                         |                                                  |
| 오교문 | 1972 - | 남자 | · 2000 - 단체                                    | · 1995 - 단체                                           | · 1994 - 단체 · 1998 - 단체                      |
| 오진혁 | 1981 - | 남자 | · 2012 - 개인                                    | · 2009 - 단체 · 2011 - 단체 · 2013 - 혼성 · 2015 - 개인 | · 2010 - 단체 · 2014 - 개인                      |
| 왕희경 | 1970   | 여자 | · 1988 - 단체                                    | · 1989 - 단체                                           |                                                  |
| 윤영숙 | 1971 - | 여자 | · 1988 -단체                                     |                                                         |                                                  |
| 윤미진 | 1983 - | 여자 | · 2000 - 개인 / 단체 · 2004 - 단체               | · 2003 - 개인 / 단체 · 2005 - 단체                      | · 2002 - 단체 · 2006 - 단체                      |
| 윤옥희 | 1985 - | 여자 | · 2008 - 단체                                    | · 2009 - 단체                                           | · 2006 - 단체 · 2010 - 개인 / 단체               |
| 윤혜영 | 1977 - | 여자 | · 1996 - 단체                                    |                                                         |                                                  |
| 이성진 | 1985 - | 여자 | · 2004 - 단체 · 20012 - 단체                     | · 2005 - 개인 / 단체                                    |                                                  |
| 이은경 | 1972 - | 여자 | · 1992 - 단체                                    | · 1991 - 개인 / 단체 · 1991 - 단체 · 1999 - 개인        | · 1990 - 단체 · 1994 - 개인 · 1998 - 단체        |
| 이창환 | 1982 - | 남자 | · 2008 - 단체                                    | · 2007 - 단체 · 2009 - 개인 / 단체                      | · 2006 - 단체                                    |
| 이특영 | 1989 - | 여자 |                                                  | · 2005 - 단체 · 2007 - 단체                             | · 2006년 단체                                    |
| 이한섭 | 1966 - | 남자 | · 2008 - 단체                                    |                                                         |                                                  |
| 임동현 | 1986 - | 남자 | · 2004년 단체 · 2008년 단체                      | · 2007 - 단체 · 2011 - 단체, 혼성                       | · 2002 - 단체 · 2006 - 개인 / 단체 · 2010 - 단체 |
| 장용호 | 1976 - | 남자 | · 2000 - 단체 · 2004 - 단체                      | · 1997 - 단체                                           | · 2006 - 단체                                    |
| 전인수 | 1965 - | 남자 | · 1988 - 단체                                    | · 1985 - 단체                                           |                                                  |
| 정재봉 | -      | 여자 |                                                  | · 1983 - 단체                                           |                                                  |
| 조윤정 | 1969 - | 여자 | · 1992 - 개인 / 단체                             |                                                         |                                                  |
| 주현정 | 1982 - | 여자 | · 2008 - 단체                                    | · 2009 - 개인 / 단체                                    |                                                  |
| 최현주 | 1984 - | 여자 | · 2012 - 단체                                    |                                                         |                                                  |
| 한승훈 | 1973 - | 남자 |                                                  | · 2005 - 단체                                           | · 1998 - 개인 / 단체 · 2002 - 단체               |
| 황숙주 |        | 여자 |                                                  | · 1979 - 단체                                           |                                                  |

## 대회별 우승 선수
| 연도        | 올림픽 | 세계 선수권 | 아시안 게임 |
| 1970 -1979  | | - 1979 여자 개인 김진호 여자 단체 박영숙 김진호 황숙주 | |
| 1980 - 1989 | - 1984 여자 개인 서향순 - 1988 남자 단체 전인수 이한섭 박성수 여자 개인 김수녕 여자 단체 김수녕 왕희경 윤영숙 | - 1983 여자 개인 김진호 여자 단체 김진호 정재봉 김미영 - 1985 남자 단체 전인수 구자청 호진수 서만교 - 1989 여자 개인 김수녕 여자 단체 김수녕 김경욱 왕희경 | - 1982 여자 단체 김진호 김미명 박영숙 남자 단체 김영운 엄선기 이용호 |
| 1990 - 1999 | - 1992 여자 개인 : 조윤정 여자 단체 : 조윤정 / 김수녕 / 이은경 - 1996 여자 개인 : 김경욱 여자 단체 : 김조순 / 김경욱 / 윤혜영 | - - 1999 남자 개인 : 홍성칠 | - 1998 남자 개인 : 한승훈 여자 개인 : 김조순 남자 단체 : 한승훈/ 오교문 Kim Sun-Bin 여자 단체 : 김조순 이은경 정창숙 이미정 |
| 2000 - 2009 | - 2000 여자 개인 : 윤미진 남자 단체 : 장용호 / 김청태 / 오교문 여자 단체 : 김남순 / 김수녕 / 윤미진 - 2004 여자 개인 : 박성현 남자 단체 : 임동현 / 장용호 / 박경모 여자 단체 : 이성진 / 박성현 / 윤미진 - 2008 남자 단체 : 임동현 / 이창환 / 박경모 여자 단체 : 박성현 / 윤옥희 / 주현정 | - 2005 남자 개인 : Chung Jae-Hun 여자 개인 : Lee Sung-Jin 남자 단체 : 김경호 임동현 한승훈 Kim Sek-Keoan 여자 단체 : 이특영, 박성현윤미진 - 2007 남자 개인 : 임동현 남자 단체 : Kim Yeon-Chul 이창환 임동현 여자 단체 : 최보민 이특영, 박성현 - 2009 남자 개인 : 이창환 남자 단체 : 오진혁 이창환 임동현 여자 개인 : 주현정 여자 단체 : 주현정 곽예지 윤옥희 | - 2002 남자 단체 : 한승훈/ 김경호 임동현 Han Seung-Hoon Kim Sek-Keoa 여자 단체 : 윤미진 Kim Mun-Jeong Park Hye-Youn 박성현 - 2006 남자 개인 : 임동현 여자 개인 : 박성현 남자 단체 : 임동현 장용호 이창환 박경모 여자 단체 : 이특영, 박성현 윤미진 윤옥희 |
| 2010 - 2019 | - 2012 남자 개인 : 오진혁 여자 개인 : 기보배 여자 단체 : 최현주 / 기보배 / 이성진 - 2016 남자 개인 : 구본찬 여자 개인 : 장혜진 | - 2011 남자 단체 : 오진혁 임동현 김우진 - 2015 남자 단체 : 오진혁 김우진 구본찬 | - 2010 남자 개인 : 김우진 - 2014 남자 개인 : 오진혁 |
| 2020 - 2029 | | | |

## 같이 보기
- 궁도
- 대한민국 양궁 국가대표팀
- 올림픽 양궁
- 세계 양궁 선수권 대회